# Vital Aza
Vital Aza Álvarez-Buylla (Pola de Lena, 28 de abril de 1851-Madrid, 13 de diciembre de 1912) fue un médico, escritor, comediógrafo, periodista, poeta y humorista español.

## Biografía

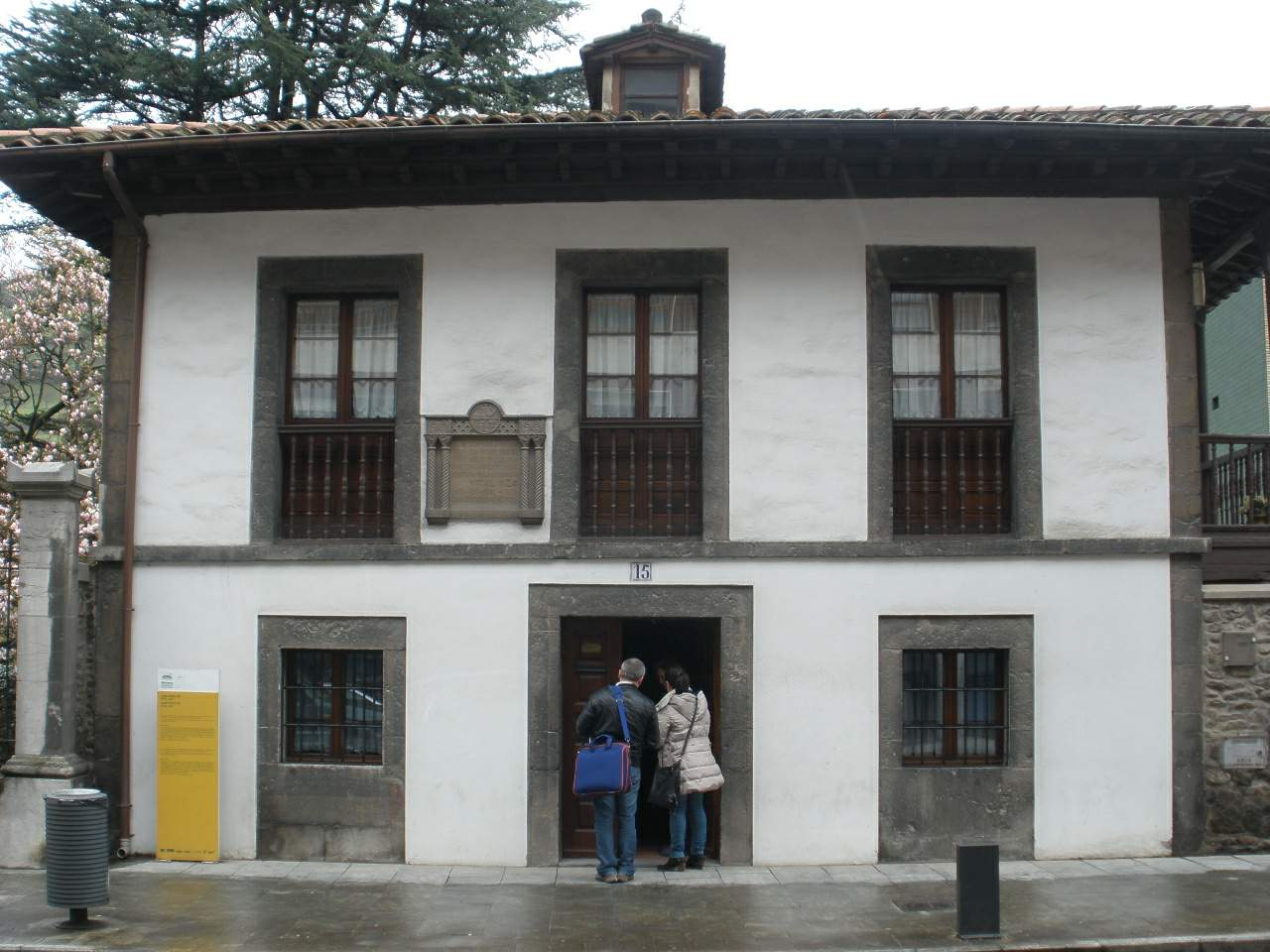
Casa natal de Vital Aza en Pola de Lena

Nacido en la localidad asturiana de Pola de Lena el 28 de abril de 1851, hizo el bachillerato en Oviedo. Realizó estudios medios de delineante en Gijón y trabajó como técnico en la construcción del ferrocarril en el tramo Oviedo-Gijón. Su infancia y adolescencia transcurren en los medios urbanos de Asturias. Hay elementos autobiográficos de su participación en el tendido del ferrocarril y en el nacimiento del desarrollo industrial en su obra La Praviana, una de las últimas, estrenada en 1896. En Oviedo se inicia ya cursando el bachillerato en el cultivo de la poesía humorística y colabora en periódicos y revistas y, aunque terminó la carrera de medicina en Madrid, no llegó a ejercerla porque se dedicó al periodismo satírico y al teatro (su primera pieza fue ¡Basta de matemáticas!, en 1874) y fue un habitual del Bilis club junto a los también asturianos Armando Palacio Valdés y Leopoldo Alas. En Madrid colaboró en el semanario El Garbanzo, dirigido por Eusebio Blasco, en La Ilustración Española, en Blanco y Negro, en El Heraldo de Madrid y en Madrid Cómico y Barcelona Cómica, así como en revistas y publicaciones diversas, siempre con agudo gracejo; escribió también piezas teatrales, 38 originales y 24 en colaboración, sobre todo con su amigo Miguel Ramos Carrión y con José Estremera, destacando por su ingenio y vis cómica. No descuidó la poesía festiva, publicando las colecciones Bagatelas (1896) y Pamplinas y frivolidades (1899).
Estuvo siempre muy vinculado a su natal Asturias. Pasaba los veranos en Mieres y en Málaga los inviernos a causa de su mala salud. Se casó en 1882 con una dama natural de Gijón, Maximina Díaz Sampil, oriunda de Mieres, quedando a partir de entonces muy vinculado a esta villa. Tuvo cuatro hijos: Luis, Pedro, Carmen y Vital Aza Díaz, este último fue un médico de gran prestigio, al igual que su nieto Vital Aza Fernández-Nespral, hijo de Pedro.
Fue el primer presidente de la Sociedad de Autores Españoles, creada en 1899 y precursora de la actual Sociedad General de Autores y Editores (SGAE).
Falleció el 13 de diciembre de 1912 en el número 23 de la madrileña calle de la Libertad. Actualmente se halla enterrado en Mieres.
Numerosos teatros de Asturias llevan su nombre, como el teatro de Pravia, el teatro de Lena, en El Entrego, y el desaparecido teatro Vital Aza de Sama.

## Obra

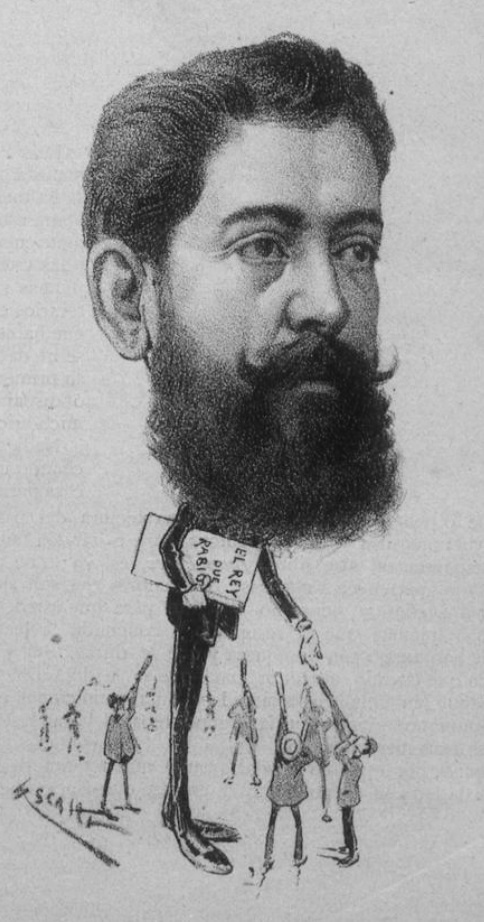
Caricaturizado por Escaler en La Semana Cómica

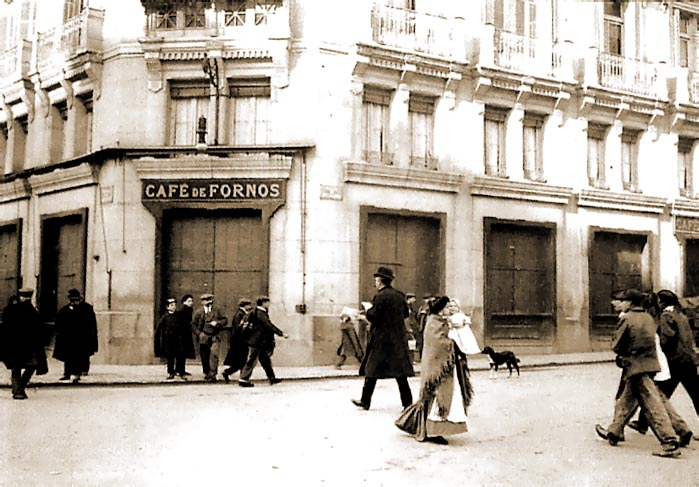
El antiquísimo Café de Fornos, teatro de numerosas tertulias, entre ellas la de Vital Aza, en una fotografía del año 1908. Hoy en día está ocupado por un Starbucks.

Vital Aza tuvo tertulia en el Café de Fornos, situado en la esquina entre Alcalá y Peligros y fundado por un sirviente del Marqués de Salamanca. Aquí Vital Aza reunía en torno suyo a un grupo de contertulios. Frecuentado por políticos, literatos y artistas cerró sus puertas en 1908. Su composición, según nos la describe A. Bonet: "contaba con elegantes gabinetes reservados y salas que como acordeones se ampliaban para banquetes. Era un local solemne, patricio y serio, de cocina y tono europeizantes. Decorado con pinturas de Sala, Gomar y Casto Plasencia entre otros, tenía muebles de caoba y sus muros estaban cubiertos por grandes espejos".
Vital Aza se dio a conocer en El Garbanzo, revista que dirigía el también escritor Eusebio Blasco. El 7 de febrero de 1874 alcanzó su primer éxito teatral con ¡Basta de matemáticas!. Su comedia Parada y fonda fue traducida al esperanto. Entre sus numerosas obras para la escena destacan Aprobados y suspensos, ¡Adiós Madrid!, Los tocayos, El señor cura, El sueño dorado, El sombrero de copa, La rebotica, Noticia fresca (en colaboración con José Estremera), Tiquis-miquis, Parada y fonda, Fráncfort, Robo en despoblado, La marquesita, Ciencias exactas, Pensión de demoiseilles, Perecito, El padrón municipal, El viaje a Suiza, etc. También adaptó al castellano las obras de Santiago Rusiñol, L´alegria que passa y El prestidigitador. Escribió además bastantes obras en colaboración con su amigo Miguel Ramos Carrión, entre las que destacan El señor gobernador y Zaragüeta, y libretos de zarzuelas, como el de El rey que rabió, al que puso música Ruperto Chapí en 1891 y que es considerada por Alonso Cortés la mejor zarzuela del siglo XIX. También se le debe el de Los lobos marinos (1887).
El teatro de Vital Aza sigue los derroteros del de su amigo Miguel Ramos Carrión, prefiriendo la comedia asainetada y de gracia chispeante. En sus obras aparece sobre todo reflejada la clase media en los aspectos que más se prestaban al efecto cómico o satírico. Algunas de sus obras se han traducido al italiano, portugués y alemán.
Como poeta satírico, poseía el secreto de la rima y nunca se le pudo imputar un ripio; cultivó un tipo de poesía humorística, bienintencionada, sin complicaciones ni pretensiones, muchas veces de circunstancias, y su prosaísmo es franco porque no tiene las ambiciones de uno de sus modelos, Ramón de Campoamor; escribió en este género Todo en broma (1891), Teatro moderno (1894), Bagatelas (1896), Ni fu ni fa (1898), Pamplinas (1899), reeditado en 1904; Frivolidades (1909), Broma y más broma (1912).
También escribió un curioso conjunto de biografías humorísticas, Plutarquillo (1901) y una Historia cómica de España (1911).
Sus Obras selectas han sido publicadas en 1992 en Oviedo.

## Obras de Vital Aza
POESÍA
- 1891 Todo en broma
- 1894 Teatro moderno
- 1896 Bagatelas
- 1898 Ni fu ni fa
- 1899 Pamplinas
- 1909 Frivolidades Prosa y verso
- 1912 Broma y más broma (obra póstuma)

PROSA FESTIVA
- 1901  Plutarquillo Prosa y verso
- 1911 Historia cómica de España. Colaboración con Pérez Zúñiga, Taboada, Delgado, Luceño, Ramos Carrión y otros.

TEATRO
- 1874 Basta de matemáticas
- 1874 El pariente de todos
- 1874 La viuda del zurrador. Colaboración con Ramos Carrión.
- 1875 Desde el balcón
- 1875 El autor del crimen
- 1875 Aprobados y suspensos
- 1876 Horas de consulta
- 1876 Noticia fresca. Colaboración con José Estremera.
- 1876 Tras el pavo
- 1877 Paciencia y barajar
- 1877 Calvo y compañía
- 1878 Pérez y quiñones. Inédita.
- 1878 Con la música a otra parte
- 1879 Llovido del cielo
- 1879 Turrón ministerial. Inédita.
- 1879 La ocasión la pintan calva. Colaboración con Ramos Carrión.
- 1879 Periquito. Colaboración con Ramos Carrión, zarzuela, música del maestro Rubio.
- 1880 ¡Adiós Madrid!
- 1880 De tiros largos. Colaboración con Ramos Carrión.
- 1880 La primera cura. Colaboración con Ramos Carrión.
- 1880 El medallón de topacios. Colaboración con José Estremera, inédita.
- 1880 Prestón y compañía. Colaboración con Eusebio Blasco.
- 1881 Parientes lejanos
- 1881 El hijo de la nieve. Colaboración con Ramos Carrión.
- 1882 Carta canta
- 1882 Las codornices
- 1882 De todo un poco. Colaboración con Miguel Echegaray.
- 1882 Robo en despoblado. Colaboración con Ramos Carrión.
- 1883 Juego de prendas
- 1883 Tiquis-Miquis
- 1883 ¡Un año más!. Colaboración con Miguel Echegaray.
- 1884 Pensión de Demoiselles. Colaboración con Miguel Echegaray, música del maestro Barbero.
- 1885 San Sebastián, mártir
- 1885 Parada y fonda
- 1886 Perecito
- 1886 Los tocayos
- 1886 Boda y bautizo. Colaboración con Miguel Echegaray.
- 1886 Viaje a Suiza. Colaboración con Miguel Echegaray, inédita.
- 1886 La almoneda del 3.º. Colaboración con Ramos Carrión.
- 1886 Coro de señoras. Colaboración con Ramos Carrión, música del maestro Nieto.
- 1887 El sombrero de copa
- 1887 El padrón municipal. Colaboración con Ramos Carrión.
- 1887 Los lobos marinos. Colaboración con Ramos Carrión. Refundida como zarzuela, música de Chapí.
- 1888 El señor gobernador. Colaboración con Ramos Carrión.
- 1890 El sueño dorado
- 1890 Su excelencia
- 1890 El señor cura. Refundida en dos actos en 1897.
- 1891 El rey que rabió. Colaboración con Ramos Carrión, zarzuela con música de Chapí.
- 1891 El oso muerto. Colaboración con Ramos Carrión.
- 1893 Villa Tula
- 1894 Zaragüeta. Colaboración con Ramos Carrión.
- 1894 Chifladuras
- 1895 La rebotica
- 1896 La praviana
- 1897 Venta de baños
- 1898 La marquesita
- 1899 La sala de armas
- 1900 El afinador
- 1902 Ciencias exactas
- 1904 El prestidigitador. En colaboración con Santiago Rusiñol, (monólogo).
- 1904 Fráncfort. Estrenada en Buenos Aires y más tarde (1905) en España, sobre cuento de Arturo Reyes.
- 1905 Chiquilladas
- 1907 El matrimonio interino (arreglo del francés).